# Баллада о бомбере
«Баллада о бо́мбере» — украино-российская восьмисерийная художественная военная сага 2011 года режиссёра Виталия Воробьёва, снятая по мотивам одноимённой повести Михаила Веллера.
Повесть была опубликована в авторском сборнике повестей Веллера «Жестокий» (2003, издательство «Фолио»). Премьера фильма состоялась 25 апреля 2011 года на Первом канале (Россия).

## Сюжет
Вторая мировая война. Советский бомбардировщик Ту-2 сбит над территорией, занятой немецкими войсками. Троим членам экипажа удаётся спастись.
И теперь для того, чтобы выжить в непростых жизненных ситуациях беспощадной войны, выполнить боевое задание и вернуться к своим, каждому из них придётся искать свой путь.

## В ролях
- Никита Ефремов — капитан Андрей Константинович Гривцов, командир экипажа Ту-2
- Екатерина Астахова — радистка, сержант Екатерина Флёрова
- Александр Давыдов — штурман Ту-2, старший лейтенант Георгий Линько
- Нина Усатова — Мария Савчук, командир партизанского отряда
- Дирк Мартенс — гауптштурмфюрер Хольт, начальник отделения полиции и СД г. Бобринска
- Виктория Малекторович — Ванда Гольвег, секретарь Хольта
- Александр Фукс — Вальтер, адъютант Хольта
- Хеннинг Кобер — бригадефюрер
- Олег Примогенов — Алексей Алексеевич Пархоменко
- Василий Остафийчук — Л. П. Берия
- Василий Слюсаренко — Николай Волошин, командир разведчиков партизанского отряда
- Егор Баринов — майор Дерябин Алексей Иванович, командир диверсионной группы
- Виктория Толстоганова — Елизавета Бодина, вдова
- Александр Игнатуша — полицай
- Дарья Екамасова — Владилена, фельдшер в партизанском отряде
- Борис Каморзин — подполковник Бизин Василий Филиппович, командир авиаполка
- Тимофей Трибунцев — Полевой, капитан из особого отдела
- Александр Суворов — полковник Кулик, начальник армейской контрразведки
- Андрей Гусев — Павел Валентинович Носов, служащий немецкой комендатуры в Бобринске
- Сергей Калантай — майор фон Липпе, начальник лагеря для военнопленных «STALAG 345»
- Алексей Шемес — Анатолий Ряднов
- Юрий Лопарёв — старший полицай в управе села Калачёвка
- Максим Важов — Крищук, полицай
- Сергей Сипливый — Стёпа Николаев, «специалист по пыткам»
- Юрий Гурьев — Фомич, старик-партизан
- Владислав Абашин — Гриня, верующий партизан
- Евгений Ефремов — Коваль
- Тарас Денисенко — дознаватель в полицейской управе
- Наталия Васько — Светлана Александровна Пархоменко, врач в Бобринской больнице, связная партизан
- Игорь Гнездилов — Фёдор Карчин
- Екатерина Кистень — Зина
- Нина Касторф — бабушка в деревне Ямки
- Нина Антонова — бабушка в деревне Мартыновка
- Любовь Тимошевская — Мария Ивановна, начальница прачечной артели (бывшая учительница Волошина)
- Максим Никитин — Кобылкин
- Никита Скоморохов — Егор, партизан
- Борис Георгиевский — старшина, командир расстрельной команды
- Станислав Щёкин — капитан Семён Юркин, диверсант из группы Дерябина

## Участие в фестивалях и конкурсах
- Сериал получил приз «globe-SILVER» на фестивале WorldMediaFestival, награду на нью-йоркском фестивале New York Festivals International Television & Film Awards[1], премию «Телетриумф» в категории «продюсер фильма/сериала»[2].
- Сериал участвовал в конкурсе фестиваля Банф (Banff World Media Festival) в номинации «мини-сериалы»[3][4][5].
- Художник-постановщик Владимир Душин и сценарист Аркадий Тигай были номинированы на премию ТЭФИ[6][7].

## Ошибки и исторические несоответствия
- Весь сериал посвящён спецоперации НКВД в районе испытательного полигона немецких ракет «Фау-2» на оккупированной территории СССР, и в одном из эпизодов сериала советская разведывательно-диверсионная группа уничтожает немецкий эшелон с ракетами. Но в реальности, ракеты «Фау-2» на Восточном фронте немцами никогда не применялись, а их испытания и запуски осуществлялись только с территории оккупированной немцами Чехии.
- В одном из эпизодов фильма упоминается, что отличавшийся большой физической силой партизан-сектант «Гриня» был единственным человеком во всем партизанском отряде, способным переносить 82-мм миномёт (и по этой причине после его гибели миномёт приходится бросить). 82-мм советский миномёт в боевом положении весит 61 кг, но его никогда не переносят в собранном виде: для переноски он разбирается на три части — ствол (вес во вьюке — 19 кг), двунога (20 кг) и опорная плита (22 кг).
- В фильме несколько раз демонстрируется пистолет Макарова (им размахивает член группы Дерябина перед расстрельной командой; он находится у главной героини на протяжении всего фильма), который на самом деле был разработан только в 1948 году и начал производиться с 1951 года. Возможно подразумевалось, что это мог быть якобы немецкий пистолет Walther PP, но для съёмок был использован именно пистолет Макарова.